# Visitador médico
El Visitador Médico, también conocido dependiendo del país como Agente de Propaganda Médica (APM), en Argentina, Representante Médico, en México o, Informador Técnico Sanitario, en España, término que refleja la evolución hacia un perfil más técnico y científico, es un profesional del sector sanitario encargado de proporcionar a médicos y otros profesionales facultados para prescribir, información científica, verificada y actualizada sobre medicamentos y terapias que se han desarrollado en la industria farmacéutica recientemente o reforzar la permanencia de los que ya se comercializan. Su objetivo es favorecer una prescripción racional, segura y basada en la evidencia científica. 
En algunos países, la legislación reconoce al Visitador Médico como la única figura autorizada para difundir información sobre medicamentos de prescripción, que no pueden promocionarse directamente al público. En algunos países, el o la profesional que practica esta tarea, posee una matrícula expendida por los Ministerios de Salud correspondientes a las áreas en las que se circunscribe su trabajo.
Algunos grandes profesionales del sector como el médico y humanista Gregorio Marañón en España, destacó la necesidad de que los profesionales sanitarios contaran con interlocutores cualificados que trasladaran de manera fiable los avances terapéuticos de la industria farmacéutica. Sus escritos y conferencias defendían un modelo de relación médico-industria basado en la ética, el rigor científico y el papel activo del visitador médico como puente de conocimiento.
El Dr. Ramón Carrillo, padre de la salud pública en Argentina, reconocía públicamente que los Agentes de Propaganda Médica tenían una función esencial como auxiliares de la salud. Así, nace el Día del Visitador Médico, que se celebra el 26 de mayo en Argentina. 
En otros países también se celebra este día:
- En Ecuador, el 1 de noviembre;
- En Guatemala, el 20 de noviembre;
- En México, el 1 de octubre; y
- En Venezuela se celebra todos los 18 de noviembre.

## Definición
«El visitador médico es un profesional que trabajan en compañías farmacéuticas para difundir y divulgar información científica de los productos farmacéuticos que le han sido asignados; por lo cual, poseen conocimientos técnico –científicos relacionados con los productos que promociona, utiliza técnicas de venta adaptadas al rubro farmacéutico, tienen cualidades necesarias para brindar servicios acordes a las exigencias del segmento que atiende y realizan contactos directos con los profesionales facultados para prescribir.»
Para comprender ésta definición, necesitamos revisar sus conceptos más importantes:
- El visitador médico es un profesional con conocimientos técnicos, se lo considera así, porque para ejercer la práctica de la visita médica adquiere conocimientos especializados en Medicina y desarrolla ciertas habilidades y destrezas para realizar ese trabajo.
- El visitador médico posee conocimientos técnico-científicos de los productos que promociona, una de las principales obligaciones que tienen es la de conocer en profundidad cada producto que promociona. En términos generales, este conocimiento está dividido en dos partes:
  1. El conocimiento comercial que incluye las características, ventajas y beneficios del producto (necesarios para estructurar los argumentos promocionales).
  2. El conocimiento técnico de esos productos, el cual, cuenta con el suficiente respaldo científico.
- El visitador médico utiliza técnicas de venta adaptadas al rubro farmacéutico, se refiere a todo aquello que el visitador médico utiliza para:

1. Identificar a su público objetivo de médicos.
2. Preparar con anticipación cada entrevista para que sean personalizadas y productivas.
3. Entrevistar a los médicos de su público objetivo de tal manera que obtenga los resultados esperados.
4. Brindar servicios para conseguir o mantener la lealtad de los médicos. Todo esto, sin olvidar la enorme responsabilidad de proporcionar argumentos promocionales basados en información técnica-científica para la respectiva valoración del médico.

- El visitador médico tiene cualidades necesarias para brindar servicios acordes con las exigencias del segmento que atiende, no solo realizan presentaciones de los productos que promociona, sino que también, brindan servicios al segmento que atiende; por ello, poseen o desarrollan una cierta actitud y un conjunto de habilidades que le permiten brindar servicios que en algunos casos incluyen solamente al médico, y en otros, también a los pacientes, al personal de apoyo, administrativo, de farmacia, etcétera.
- El visitador médico realiza un contacto directo con los profesionales facultados para prescribir: establecen una relación de persona a persona con cada médico que se encuentra dentro de su público objetivo, logrando de esa manera, una interacción personal que puede derivar en un conjunto de beneficios para ambas partes. Actualmente, en Argentina se ofrece la carrera profesional como una licenciatura en la universidad hebrea internacional, la cual se puede hacer virtual o presencial.

En resumen, según Raúl Dalbadie, Rector de la Escuela de Negocios ENFA de Chile, un visitador médico debe poseer tres áreas de conocimientos y habilidades: habilidades sociales, conocimiento científico-biológico y finalmente habilidades y conocimientos comerciales y de comunicación.

## Sinónimos
La figura del visitador médico recibe diferentes nombres en función del país o la región, aunque en la mayoría de los casos forma parte de la fuerza de ventas de un laboratorio farmacéutico. Algunas de las denominaciones más comunes son:
- ITS (Informador técnico sanitario), ITM (informador técnico del medicamento) o Viajante médico. España.
- APM (Agente de Propaganda Médica). Argentina, Uruguay.
- Representante médico o Representante de Ventas y/o Visitador médico. Venezuela.
- Visitador médico o Representante Médico. Chile.
- Representante Médico o Representante de Ventas, o se dice que Trabaja en la Maleta. México.
- Visitador Médico Profesional. Colombia.
- Propagandista médico. Puerto Rico.

## Función
El visitador médico tiene como objetivo proporcionar al personal facultativo información precisa y actualizada sobre medicamentos, con el fin de que, si lo considera adecuado, los incorpore a sus opciones de tratamiento y los prescriba a sus pacientes.
Generalmente trabaja para una única empresa farmacéutica o laboratorio, que le asigna un territorio específico. En este ámbito, realiza visitas periódicas a médicos de hospitales, clínicas y, en algunos casos, a farmacias de la zona. A diferencia del promotor de farmacia o del representante de productos de venta libre (OTC), el visitador médico centra su labor exclusivamente en la promoción de medicamentos éticos, es decir, aquellos que requieren prescripción médica.
Entre sus actividades también se incluye la organización de reuniones clínicas o sesiones científicas, en las que un especialista —habitualmente otro médico— presenta y comenta los estudios clínicos y la evidencia científica relacionada con los medicamentos promocionados, sustentando así la información bibliográfica aportada.

### Material Promocional
En el ejercicio de su labor, el visitador médico puede entregar al profesional sanitario muestras médicas para que las utilice en determinados pacientes y valore su incorporación a la práctica clínica.
Cuando no se facilitan muestras, es frecuente que se entreguen materiales promocionales identificados con la marca del producto, generalmente de uso cotidiano, como bolígrafos, tazas o accesorios de escritorio.
Asimismo, una parte relevante de la visita consiste en la entrega de documentación técnica, práctica conocida en el sector como papeloterapia, que incluye literatura médica especializada y fichas técnicas con información para la prescripción del medicamento.

## Herramientas tecnológicas para visitadores médicos
En las últimas décadas, el trabajo del visitador médico se ha visto transformado por la incorporación de herramientas digitales. Estas tecnologías permiten optimizar tareas que van desde la planificación de visitas hasta la gestión de inventarios de muestras médicas, el seguimiento de la procedencia de recetas o la recopilación de datos sobre la actividad comercial y científica.  
Las aplicaciones móviles y plataformas de gestión de representantes gestionadas por las Asociaciones Profesionales de Informadores Técnicos del Medicamento sustituyen el uso tradicional de papel y lápiz, facilitando el registro de interacciones con profesionales sanitarios, el control de entregas y la evaluación de la cobertura territorial. Este tipo de soluciones también permite a las empresas farmacéuticas acceder a información actualizada en tiempo real, lo que favorece la toma de decisiones y la coordinación interna. 
La digitalización ha simplificado numerosos procesos, pero al mismo tiempo ha incrementado la relevancia del visitador médico como enlace entre la empresa y el entorno sanitario, convirtiéndolo en un agente clave para la ejecución de estrategias, la recopilación de información de mercado y la difusión de novedades terapéuticas. 

## Asociaciones Profesionales de Informadores Técnicos del Medicamento
En distintos países existen asociaciones y colegios profesionales que agrupan a los visitadores médicos, también denominados agentes de propaganda médica o informadores técnicos sanitarios, con el objetivo de apoyar sus intereses profesionales, establecer códigos de ética, ofrecer formación y ser una red de apoyo y colaboración.
Organismos internacionales
- Unión Internacional de Asociaciones de Delegados Médicos (UIADM): integra asociaciones de visitadores médicos de distintos países. Su directiva ha contado con representantes de España, Italia y Malta.
- Unión Latinoamericana de Visitadores Médicos (ULAVIM): coordina a nivel regional las organizaciones de América Latina, fomentando la cooperación entre asociaciones nacionales.

Asociaciones nacionales
- España: El asociacionismo de los visitadores médicos en España se consolidó a partir de los años setenta, en paralelo a la expansión de la industria farmacéutica y a la creciente necesidad de representación profesional. 
  - CEATIMEF (Confederación Española de Asociaciones de Técnicos de Información de Medicamentos y Afines) constituida como federación nacional, integró a algunas asociaciones provinciales y autonómicas.
  - Existen también asociaciones provinciales en distintas comunidades autónomas:
    - Madrid y Guadalajara: ADEVIME (Asociación de Visitadores Médicos de Madrid) fundada en 1977, agrupa a profesionales del sector en la Comunidad de Madrid y Guadalajara.
    - Galicia: VIMESA (Santiago), AVIMECO (La Coruña), ALUVIME (Lugo), DELAFARMA(Pontevedra) y AVIMOR (Orense).
    - Asturias y Cantabria: ASVIMA (Asturias) y ASVIME (Cantabria).
    - País Vasco y Navarra: ARAVIME (Álava), SIAIME (Guipúzcoa), ASVIME (Vizcaya) y SITSNA(Navarra).
    - Aragón: APROTIMEF (Zaragoza, Huesca y Teruel).
    - Cataluña: asociaciones provinciales en Gerona (AVM Girona), Barcelona (Assvime), Tarragona (APROVIME) y Lérida (ITS Lleida).
    - Comunidad Valenciana: ITS Valencia, ITS Castellón e ITS Alicante.
    - Región de Murcia: ITS Murcia.
    - Andalucía: asociaciones provinciales en Huelva (ITS Huelva), Sevilla (ITS Sevilla), Córdoba (ITS Córdoba), Jaén (ITS Jaén), Granada (ITS Granada), Almería (ITS Almería), Málaga (ITS Málaga) y Cádiz (ITS Cádiz).
    - Extremadura: APROFINTES (Cáceres) e ITS Badajoz.
    - Castilla-La Mancha: ITS Albacete, ITS Toledo, AITS Ciudad Real e ITS Cuenca.
    - Castilla y León: ALEVIME (León), ITS Zamora, SALVIME (Salamanca), ASVIPAL (Palencia), ASVIME (Valladolid, Ávila y Segovia), ITS Burgos.
    - La Rioja: ITS La Rioja.
    - Islas Canarias: ASPROVIME (Las Palmas) y ITS Tenerife (Santa Cruz de Tenerife).
    - Islas Baleares: ITS Baleares.

- Argentina:
  - Federación Argentina de Agentes de Propaganda Médica (AAPMRA), que integra a sindicatos y asociaciones provinciales.
- Colombia:
  - Asociación Colombiana de Visitadores Médicos (ACVM): entidad autorregulada que expide una tarjeta profesional y clasifica a sus miembros por experiencia.
- Uruguay:
  - Sindicato de la Industria del Medicamento y Afines de Uruguay (SIMA), con funciones de representación gremial y defensa de derechos.
- Venezuela:
  - Existen asociaciones civiles que promueven el reconocimiento formal de la profesión, incluyendo la figura del visitador médico independiente.
- Brasil:
  - Federación Nacional de Empleados, Propagandistas y Vendedores de Productos Farmacéuticos.
- Bélgica:
  - Association de Délégués Médicaux de Liège-Luxembourg (ADML)
- Francia:
  - Sindicato Nacional Profesional Autónomo de Delegados Visitadores Médicos (SNPADVM).
- Italia:
  - Federazione degli Informatori Scientifici del Farmaco (FEDERISF).
- Marruecos:
  - Fédération Marocaine des Délégués Médicaux et Pharmaceutiques (FMDMP).
- Suiza:
  - Schweizerische Ärztebesucher Vereinigung (SABV) y Association Suisse de Délégués Médicaux (ASDM).
- Chipre: Cyprus Medical Representatives Association (CMRA).
- También existen asociaciones en Grecia, Austria, Paraguay y Túnez, entre otros países.

## Legislación
La regulación de la profesión de visitador médico varía significativamente según el país. En algunos lugares, desde la década de 1990 se exige una acreditación oficial, mientras que en otros no existe una legislación específica, aunque sí normas internas de la industria y asociaciones profesionales.
- España: La actividad del visitador médico o informador técnico del medicamento se regula de forma general por la Ley 29/2006, de garantías y uso racional de los medicamentos y productos sanitarios, y por el Real Decreto 1416/1994, que establece las condiciones de la información y publicidad dirigida a profesionales sanitarios.  En la Comunidad de Madrid, la Circular 1/2002, de 25 de noviembre, de la Dirección General de Farmacia y Productos Sanitarios, ordena la visita médica y otras actividades de promoción de medicamentos en la Red Sanitaria Única de Utilización Pública. Además, la profesión se rige por códigos éticos y de autorregulación como el de Farmaindustria que promueven la formación continua y las buenas prácticas en la interacción con profesionales sanitarios.
- Argentina: En la Provincia de Buenos Aires, la Ley 10.851 regula la actividad del Agente de Propaganda Médica o Visitador Médico, estableciendo requisitos para su ejercicio y condiciones laborales.
- Venezuela: Existen propuestas para el reconocimiento de la figura del “visitador médico independiente”, dedicado a la promoción de productos farmacéuticos, incluidos los de origen natural, siempre que estén avalados por autoridades sanitarias y se respeten los canales formales de dispensación.
- Ecuador: La Escuela de Visitadores Médicos (Esvime) imparte capacitación desde 1999, aunque no existe una ley nacional específica que regule la profesión.
- Chile: No hay legislación que regule de forma directa la actividad, pero instituciones privadas como la Escuela de Negocios Farmacéuticos (ENFA) ofrecen formación especializada.
- Colombia: La Asociación Colombiana de Visitadores Médicos (ACVM) es una entidad autorregulada que expide una tarjeta profesional para ejercer como “Visitador Médico Profesional” y clasifica a sus miembros por experiencia (Principiante, Junior, Senior, Máster).
- Costa Rica: Solo pueden ejercer como visitadores médicos profesionales en Biología, Farmacia, Medicina o Medicina Veterinaria (en su respectiva área), y deben estar colegiados. El decreto 26374-S, “Reglamento de la Visita Médica”, publicado el 13 de noviembre de 1997 en el diario oficial La Gaceta, establece las disposiciones correspondientes.

## Compañías farmacéuticas
Los laboratorios para los que prestan sus servicios los visitadores médicos son de dos tipos, los que investigan y desarrollan los medicamentos y aquellos que se dedican solo a comercializar (sin hacer investigación). Generalmente son productos de bajo precio, son más accesibles a la población de escasos recursos y son llamados genéricos, estos pueden ser con marca o sin ella.